# Sălacea (gmina)
Sălacea – gmina w Rumunii, w okręgu Bihor. Obejmuje miejscowości Otomani i Sălacea. W 2011 roku liczyła 3036 mieszkańców.